# لتمبر
لتمبر (به انگلیسی: Latamber) یک منطقهٔ مسکونی در پاکستان است که در خیبر پختونخوا واقع شده‌است. لتمبر ۳۰۶٫۰ کیلومتر مربع مساحت و ۱۰۰٬۰۰۰ نفر جمعیت دارد.